# エゼルヘルド (ウェセックス王)
エゼルヘルド（古英語：Ethelheard, Æþelheard）は七王国時代のウェセックス王国の王として知られる（在位：726年 - 740年）。

## 生涯
信頼のおける記録ではないが、エゼルヘルドは前王イネの義理の兄弟であったとも書かれている。しかしながら彼の祖先は不明である。ウェセックス王国の歴史において初めて始祖キュンリッチの子孫でない者が王になったためにそのような書き方がされているのではと考えられている。
726年にイネが退位、ローマへの巡礼の旅に赴いたが、彼は後継者を定めなかった。ベーダによれば、「彼は若い者たちに彼の王国を委ねた」とされる。イネが去るとすぐに西サクソン王国の玉座はエゼルヘルドと対立する有力者オスワルドとの間に争いが起こった。アングロサクソン年代記によればオスワルドの祖先はウェセックス王チェウリンと書かれている事から本来の正当性はオスワルドの方にあったと思われる事が示唆されている。しかしこの権力闘争に勝利を収めたのはエゼルヘルドであった。エゼルヘルドが勝利を収めた理由にマーシア王国のエゼルバルドの援助があったからという説があるが、その事を裏付けるように彼が王位に上ってからマーシア王に従順な姿勢を取るようになった。しかしマーシアの影響力の強さの前でエゼルヘルドは733年にソマートンを含む始祖伝来の地をマーシアに奪われる事を防ぐ事ができなかった。
彼の妻はフリスギュス(Frithugyth)は737年にローマへ巡礼に出かけたとアングロサクソン年代記に書かれている。
彼の王位はクスレッドに継がれた。彼の親戚とも兄弟とも伝えられる。